# Podgaj (Słowenia)
Podgaj – wieś w Słowenii, w gminie Šentjur. W 2018 roku liczyła 99 mieszkańców.